# Muuksi
Muuksi is een plaats in de Estlandse gemeente Kuusalu, provincie Harjumaa. De plaats heeft de status van dorp (Estisch: küla).

## Bevolking
Het dorp had 41 inwoners op 31 december 2011 en 40 inwoners op 31 december 2021.